# آدام اکفلد
آدام اکفلد (انگلیسی: Adam Eckfeldt; ۱۵ ژوئن ۱۷۶۹ – ۶ فوریهٔ ۱۸۵۲) سیاست‌مدار اهل ایالات متحده آمریکا بود. او یک کارمند و مسئول در روزهای اولیه ضرابخانه ایالات متحده بود. در سالهای ۱۸۱۴ تا ۱۸۳۹ به عنوان فرد اصلی ضراب خانه فیلادلفیا بود.

## اوایل زندگی
جان آدام اکفلد متولد ۱۵ ژوئن ۱۷۶۹ در فیلادلفیا بود و پسر جان جاکوب اکتفلد، تولیدکننده ابزار بود.
آدم شاگرد پدرش بود و در کار آهن و ماشین آلات مهارت داشت.